# Kōsei Numata
Kōsei Numata (japanisch 沼田 航征 Numata Kōsei; * 12. Januar 2002 in der Präfektur Tokio) ist ein japanischer Fußballspieler.

## Karriere
Numata erlernte das Fußballspielen in der Jugendmannschaft vom FC Tokyo. Die U23-Mannschaft des Vereins spielte in der dritten Liga, der J3 League. Bereits als Jugendspieler absolvierte er fünf Drittligaspiele.